# Macrosiphum pachysiphon
Macrosiphum pachysiphon är en insektsart som beskrevs av Hille Ris Lambers 1966. Macrosiphum pachysiphon ingår i släktet Macrosiphum och familjen långrörsbladlöss. Inga underarter finns listade i Catalogue of Life.